# فرودگاه ملفی
فرودگاه ملفی (به انگلیسی: Melfi Airport) یک فرودگاه همگانی با کد یاتا MEF است که یک باند فرود سنگفرش دارد و طول باند آن ۱۲۰۰ متر است. این فرودگاه در کشور چاد قرار دارد و در ارتفاع ۳۹۴ متری از سطح دریا واقع شده‌است.